# Новоніколаєвка (Ішимбайський район)
Новонікола́євка (рос. Новониколаевка, башк. Яңы Николаевка) — присілок у складі Ішимбайського району Башкортостану, Росія. Входить до складу Скворчихинської сільської ради.
Населення — 67 осіб (2010; 37 в 2002).
Національний склад:
- росіяни — 54%